# Attack of the Mutant Penguins
 (juillet 2023).
Si vous disposez d'ouvrages ou d'articles de référence ou si vous connaissez des sites web de qualité traitant du thème abordé ici, merci de compléter l'article en donnant les références utiles à sa vérifiabilité et en les liant à la section « Notes et références ».
Attack of the Mutant Penguins (L'Attaque des Manchots Mutants) est un jeu vidéo d'action et de réflexion développé par Sunrise Games et édité par Atari en 1996 sur Jaguar. GameTek a édité le jeu sous DOS sous le titre Mutant Penguins en 1997.

## Liens
- Site officiel
- Ressources relatives au jeu vidéo :   - Internet Game Database
  - HowLongToBeat